# Saint-Paul-d'Uzore
Saint-Paul-d'Uzore és un municipi francès situat al departament del Loira i a la regió d'Alvèrnia-Roine-Alps. L'any 2007 tenia 121 habitants.

## Demografia

### Població
El 2007 la població de fet de Saint-Paul-d'Uzore era de 121 persones. Hi havia 44 famílies de les quals 8 eren unipersonals (8 dones vivint soles i 8 dones vivint soles), 8 parelles sense fills, 20 parelles amb fills i 8 famílies monoparentals amb fills.
La població ha evolucionat segons el següent gràfic:
Habitants censats

### Habitatges
El 2007 hi havia 56 habitatges, 45 eren l'habitatge principal de la família, 6 eren segones residències i 5 estaven desocupats. 55 eren cases i 1 era un apartament. Dels 45 habitatges principals, 34 estaven ocupats pels seus propietaris, 10 estaven llogats i ocupats pels llogaters i 1 estava cedit a títol gratuït; 3 tenien dues cambres, 7 en tenien tres, 10 en tenien quatre i 25 en tenien cinc o més. 36 habitatges disposaven pel capbaix d'una plaça de pàrquing. A 18 habitatges hi havia un automòbil i a 26 n'hi havia dos o més.

### Piràmide de població
La piràmide de població per edats i sexe el 2009 era:
| Homes | Edats   | Dones |
| ----- | ------- | ----- |
| 0     | 95 o +  | 0     |
| 0     | 90 a 94 | 0     |
| 0     | 85 a 89 | 0     |
| 0     | 80 a 84 | 0     |
| 0     | 75 a 79 | 0     |
| 4     | 70 a 74 | 0     |
| 0     | 65 a 69 | 4     |
| 12    | 60 a 64 | 4     |
| 0     | 55 a 59 | 8     |
| 4     | 50 a 54 | 8     |
| 4     | 45 a 49 | 0     |
| 0     | 40 a 44 | 4     |
| 4     | 35 a 39 | 0     |
| 12    | 30 a 34 | 4     |
| 4     | 25 a 29 | 8     |
| 0     | 20 a 24 | 0     |
| 0     | 15 a 19 | 4     |
| 4     | 10 a 14 | 0     |
| 16    | 5 a 9   | 0     |
| 4     | 0 a 4   | 0     |

## Economia
El 2007 la població en edat de treballar era de 79 persones, 66 eren actives i 13 eren inactives. De les 66 persones actives 56 estaven ocupades (29 homes i 27 dones) i 10 estaven aturades (5 homes i 5 dones). De les 13 persones inactives 3 estaven jubilades i 10 estaven estudiant.
Activitats econòmiques
Dels 5 establiments que hi havia el 2007, 1 era d'una empresa de construcció, 1 d'una empresa de comerç i reparació d'automòbils, 1 d'una empresa d'hostatgeria i restauració i 2 d'empreses immobiliàries.
Dels 4 establiments de servei als particulars que hi havia el 2009, 1 era un guixaire pintor, 1 restaurant i 2 agències immobiliàries.
L'any 2000 a Saint-Paul-d'Uzore hi havia 10 explotacions agrícoles que ocupaven un total de 660 hectàrees.

## Poblacions més properes
El següent diagrama mostra les poblacions més properes.